# Nerijus Numavičius

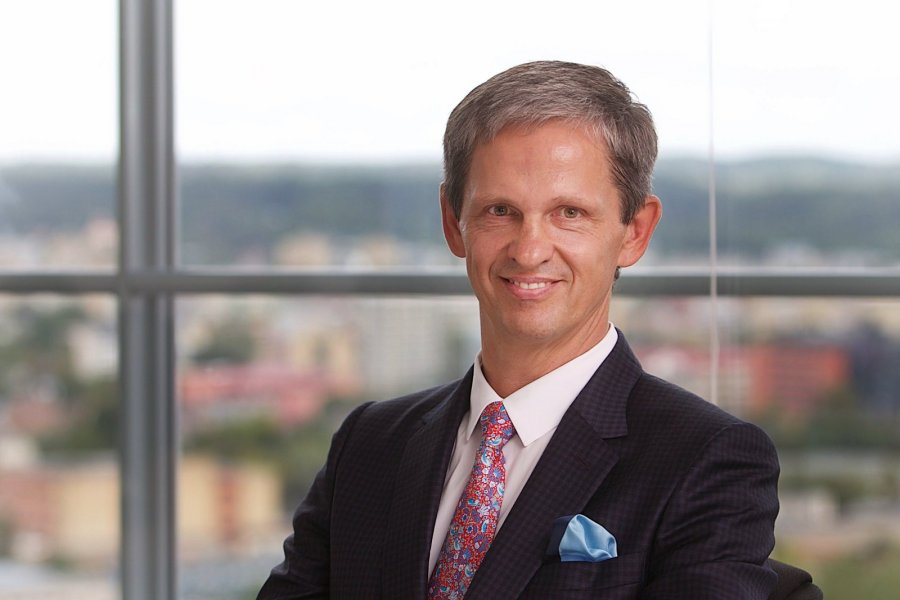
Nerijus Numavičius

Nerijus Numavičius (* 12. Mai 1967 in Šilalė) ist ein litauischer Unternehmer, Gründer und Leiter des größten litauischen Einzelhandelskonzerns "Vilniaus prekyba", Leiter der Unternehmergruppe "VP dešimtukas". Er gilt mit einem geschätzten Vermögen von 1,35 Mrd. Euro als reichster Litauer.

## Leben
Nerijus Numavičius wuchs in Šilagalys bei Panevėžys auf. Als sein Vater Vladislovas Numavičius eine neue Arbeit in der Rajongemeinde Panevėžys fand, zog sich die Familie aus Niederlitauen aus. Der Vater arbeitete im “Aušros”-Kolchos als Chauffeur. Die Mutter Irena Numavičienė, ehemalige Lehrerin, war eine Hausfrau. Nerijus war der älteste von neun Kindern. Nach dem Abitur an der 14. Mittelschule Panevėžys (jetzt „Žemynos“-Hauptschule) studierte Nerijus Numavičius Medizin an der Universität Vilnius. Erst viele Jahre später, als er bekannter Unternehmer war, absolvierte er das Bachelorstudium der Volksgesundheit.
Mit Brüdern Julius Numavičius, Vladas Numavičius und Kommilitonen Medizinern (Žilvinas Marcinkevičius, Mindaugas Marcinkevičius, Gintaras Marcinkevičius, Mindaugas Bagdonavičius, Ignas Staškevičius, Renatas Vaitkevičius) gründete er 1992 das erste Unternehmen, kaufte den Handelsladen (für alkoholische Getränke) in Vilnius und entwickelte die Tätigkeit später privatisierten Unternehmen. Er war Mitgründer des Konzerns VP Grupė, über das heute die litauische Handelskette Maxima LT (früher „VP Market“) verwaltet wird.
Nerijus Numavičius leitet und koordiniert die Tätigkeit des Holdings.
Nerijus Numavičius hält Aktien von „VP grupė“, „Vilniaus prekyba“, UAB „NDX energija“, UAB „Akropolis Group“, UAB „Geležinio vilko projektas“, UAB „Biruliškių turtas“, UAB „Taikos turtas“, UAB „Ozo turtas“, UAB „Aido turtas“, UAB „Nikola Mushanov projektas“, „Agile Investment Limited“ Vilnius, UAB „M.M.M. projektai“, UAB „Sandėlių sistemos“, UAB „Akso“, „Equipark Limited“ Vilnius, „Franpark Ltd.“ Litauen, „Klarus Group Holdings“ Vilnius.
Nerijus Numavičius ist Mitglied in einigen litauischen Golf-Clubs in Vilnius und in der Rajongemeinde Vilnius. 2008 siegte er beim 3. LEXUS-Golfturnier von Sostinių golfo klubas.

## Familie
Nerijus Numavičius ist geschieden. Seine 10 Jahre jüngere Frau von 1996 bis Ende 2008 war Lina Numavičienė, Psychologin in der privaten psychiatrischen Klinik. Sie haben den Sohn Nikodemas Numavičius (* 2000) und die Tochter Petra Numavičiūtė (* 2003).